# Méntrida
Méntrida – gmina w Hiszpanii, w prowincji Toledo, w Kastylii-La Mancha, o powierzchni 83,01 km². W 2011 roku gmina liczyła 4987 mieszkańców.